# Feria Internacional del Libro de Santiago
La Feria Internacional del Libro de Santiago (Filsa) es una feria del libro chilena que se realiza anualmente en Santiago durante el trimestre octubre-diciembre, y es organizada por la Cámara Chilena del Libro.  

## Historia

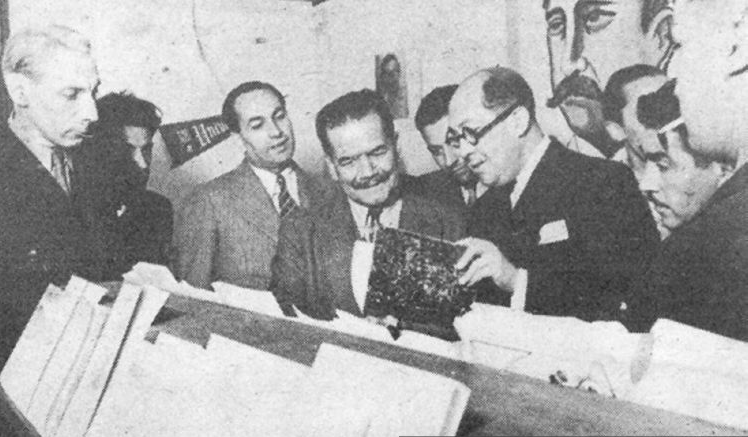
Al centro, Pedro Aguirre con Alberto Romero en la feria de 1939

Antes de que comenzara a funcionar la moderna feria del libro, hubo algunos precedentes, entre los que cabe citar la Primera Semana del Libro Chileno (del 9 al 16 de septiembre de 1933), promovida por la Sociedad de Escritores de Chile (SECH), y la primera gran feria celebrada en la Alameda en 1939. Esta feria —cuyo gestor fue Alberto Romero, quien entonces encabezaba la SECH— fue visitada por el entonces presidente Pedro Aguirre Cerda.
La feria moderna, con celebración anual, fue creada en 1981, por iniciativa del alcalde de Santiago de la época, Carlos Bombal. Originalmente se realizaba en el parque Forestal, detrás del Museo Nacional de Bellas Artes; sin embargo, desde 1989 se ha celebrado en el Centro Cultural Estación Mapocho.

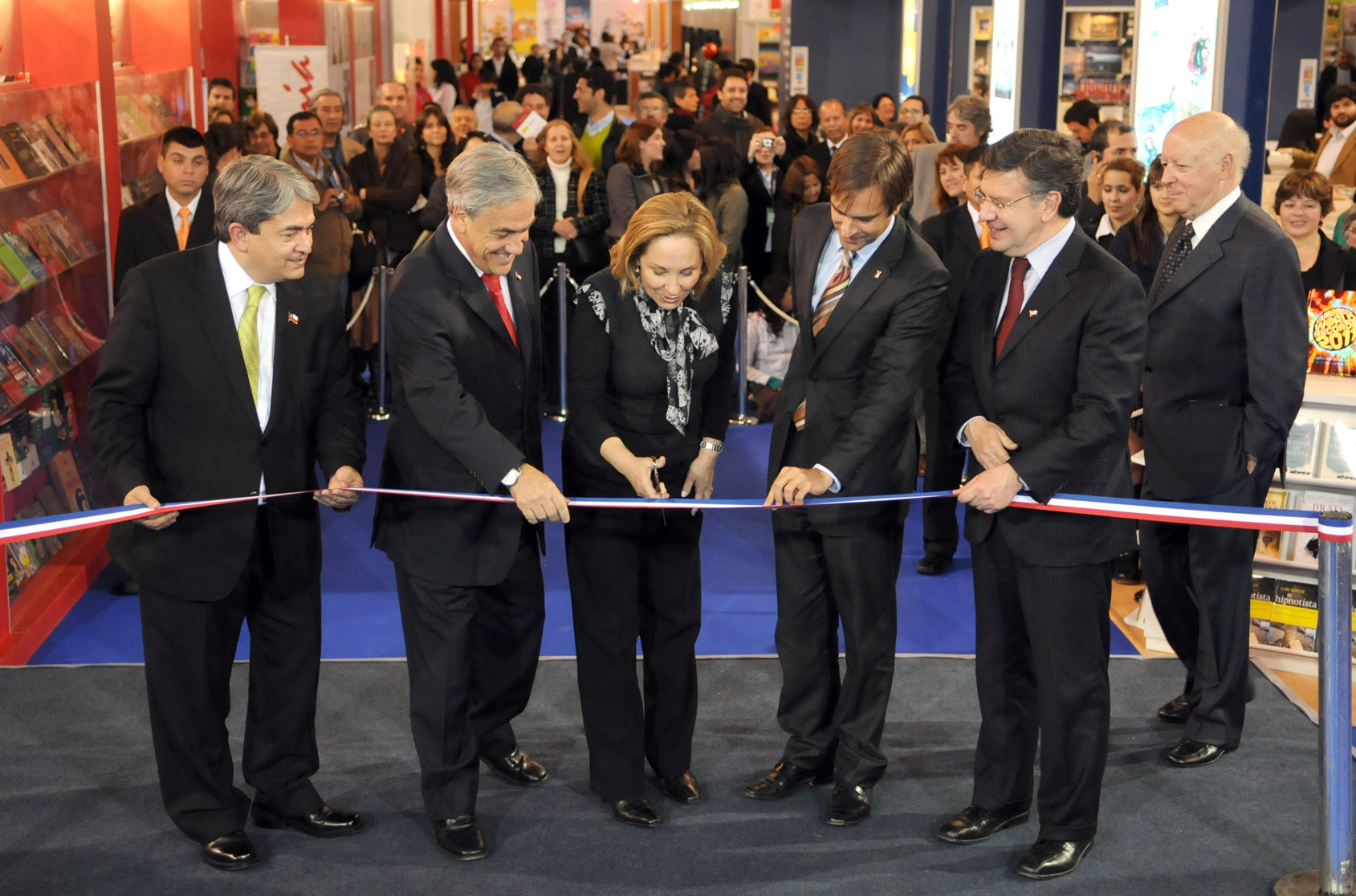
Inauguración de la Feria Internacional del Libro de Santiago en 2010.

En 1990 se le agregó la calificación de «Internacional» y en 2011 hubo, por primera vez, un sector dedicado al libro electrónico. Ese año se registró un total de 260 000 visitas, hubo más de 500 actividades culturales, 400 escritores y más de 700 sellos editoriales representados en más de 10 000 metros cuadrados de exhibición.
En el mismo lugar donde antiguamente se desarrollaba la Feria del Libro de Santiago, a partir de 2003 se celebra en enero la Feria del Libro Parque Forestal, en la plaza Juan Sebastián Bach/Museo de Arte Contemporáneo, con entrada gratuita y de carácter nacional.
Poco después de terminada la XXXV Feria Internacional de Santiago, a fines de 2015 se desarrolló una nueva etapa del conflicto que se arrastraba desde el año anterior debido a la diferencia de intereses entre editores y comercializadores, y que culminó con la salida de nueve editoriales, entre ellas, las más grandes del país. Los renunciantes fueron: Cal y Canto, Catalonia, Cosar, Edebé, Ediciones B, Nueva Patris, Penguin Random House, Planeta y Zig-Zag, quienes crearon la Corporación del Libro y la Lectura.
Este cisma provocó que en 2018 finalmente las editoriales parte de la Corporación del Libro y la Lectura no participen más en la FILSA. Aunque expertos plantean que esto le quitó un gran peso a la feria del libro más imporrante de Chile, también le dio la oportunidad a pequeñas editoriales para mostrarse en espacios que antiguamente estaban reservados solo para las grandes casas editoriales.
Debido al estallido social de octubre, la Filsa no se celebró en 2019. En los dos años siguiente debió mutar a un formato virtual debido a la pandemia por la enfermedad del coronavirus. Recién en 2022 regresó a la presencialidad totaly en 2023 se continuó con la tradición de invitar a un país, siendo Panamá la nación elegida.
En 2024 el país invitado fue China, país que armó el Pabellón Chino y convocó a importantes escritores de la nación asiática para que asistieran a la feria como Mai Jia, Zhao Lihong, Liu Zhenyun y Kang Zhen. En la inauguración, autoridades de ambos países destacaron que fue una instancia para aunar a dos pueblos territorialmente lejanos con la cultura.

## Ediciones
Las ediciones de la feria han sido:
| Edición                       | Fecha                                                                         | Lema central                                             | Invitado(s) de honor                                      |
| ----------------------------- | ----------------------------------------------------------------------------- | -------------------------------------------------------- | --------------------------------------------------------- |
| Feria Nacional del Libro      |                                                                               |                                                          |                                                           |
| I                             | 20 de noviembre-8 de diciembre de 1981                                        | —                                                        | —                                                         |
| II                            | 26 de noviembre-12 de diciembre de 1982                                       | —                                                        | —                                                         |
| III                           | 24 de noviembre-11 de diciembre de 1983                                       | —                                                        | —                                                         |
| IV                            | 22 de noviembre-9 de diciembre de 1984                                        | —                                                        | —                                                         |
| V                             | 21 de noviembre-8 de diciembre de 1985                                        | —                                                        | —                                                         |
| VI                            | 20 de noviembre-8 de diciembre de 1986                                        | —                                                        | —                                                         |
| VII                           | 19 de noviembre-8 de diciembre de 1987                                        | —                                                        | —                                                         |
| VIII                          | 24 de noviembre-11 de diciembre de 1988                                       | —                                                        | —                                                         |
| IX                            | 2-19 de noviembre de 1989                                                     | La transición                                            | —                                                         |
| Feria Internacional del Libro |                                                                               |                                                          |                                                           |
| X                             | 8-25 de noviembre de 1990                                                     | La comunicación                                          | —                                                         |
| XI                            | 21 de noviembre-8 de diciembre de 1991                                        | —                                                        | —                                                         |
| XII                           | 5 de octubre-1 de noviembre de 1992                                           | —                                                        | —                                                         |
| XIII                          | 18 de noviembre-5 de diciembre de 1993                                        | Juntémonos en la estación                                | —                                                         |
| XIV                           | 17 de noviembre-4 de diciembre de 1994                                        | —                                                        | —                                                         |
| XV                            | 14 de noviembre-3 de diciembre de 1995                                        | —                                                        | —                                                         |
| XVI                           | 21 de noviembre-8 de diciembre de 1996                                        | —                                                        | —                                                         |
| XVII                          | 21 de noviembre-8 de diciembre de 1997                                        | Dime algo que no muera                                   | Ecuador[cita requerida]                                   |
| XVIII                         | 27 de octubre-8 de noviembre de 1998                                          | Hacia donde va este Titanic (el hombre en el cibermundo) | Cuba[cita requerida]                                      |
| XIX                           | 26 de octubre-7 de noviembre de 1999                                          | El valor de la palabra                                   | Canadá[cita requerida]                                    |
| XX                            | 30 de octubre-12 de noviembre de 2000                                         | Homenaje a un siglo                                      | Perú[cita requerida]                                      |
| XXI                           | 23 de octubre-4 de noviembre de 2001                                          | La pasión de leer                                        | Francia[cita requerida]                                   |
| XXII                          | 22 de octubre-3 de noviembre de 2002                                          | Mitos y leyendas                                         | Uruguay[cita requerida]                                   |
| XXIII                         | 28 de octubre-9 de noviembre de 2003                                          | El libro: memoria y huella de la humanidad               | Unión Europea                                             |
| XXIV                          | 1-14 de noviembre de 2004                                                     | Bibliotecas el arca de la humanidad                      | México                                                    |
| XXV                           | 25 de octubre-6 de noviembre de 2005                                          | Una fiesta familiar[cita requerida]                      | España                                                    |
| XXVI                          | 24 de octubre-5 de noviembre de 2006                                          | Que nadie se quede fuera[cita requerida]                 | Perú · Los Lagos                                          |
| XXVII                         | 23 de octubre-4 de noviembre de 2007                                          | —                                                        | Brasil                                                    |
| XXVIII                        | 31 de octubre-16 de noviembre de 2008                                         | —                                                        | Colombia · Biobío                                         |
| XXIX                          | 30 de octubre-15 de noviembre de 2009                                         | El valor de la palabra[cita requerida]                   | Argentina · Antofagasta                                   |
| XXX                           | 29 de octubre-14 de noviembre de 2010                                         | FILSA en el Bicentenario                                 | Chile                                                     |
| XXXI                          | 28 de octubre-13 de noviembre de 2011                                         | Un lugar de encuentro[cita requerida]                    | Bolivia                                                   |
| XXXII                         | 25 de octubre-11 de noviembre de 2012                                         | Un festival de libros                                    | Ecuador · Magallanes y Antártica Chilena                  |
| XXXIII                        | 26 de octubre-10 de noviembre de 2013                                         | Un festival de lectores y Filsa p'al que lee             | «El público lector»                                       |
| XXXIV                         | 23 de octubre-9 de noviembre de 2014                                          | Santiago está lleno de autores                           | «El autor»                                                |
| XXXV                          | 22 de octubre-8 de noviembre de 2015                                          | Sí al autocultivo                                        | Países nórdicos: Dinamarca, Finlandia, · Noruega y Suecia |
| XXXVI                         | 20 de octubre-6 de noviembre de 2016                                          | Escritores sin papel de escritores                       | México                                                    |
| XXXVII                        | 26 de octubre-12 de noviembre de 2017                                         | Seas como seas, vamos a FILSA                            | Italia                                                    |
| XXXVIII                       | 25 de octubre-11 de noviembre de 2018                                         | Vive tu cuento                                           | Perú                                                      |
| XXXIX                         | 1-6 de diciembre de 2020 (Fue virtual por la pandemia)                        | FILSA virtual                                            |                                                           |
| XXXX                          | 26 de noviembre-12 de diciembre de 2021 (también fue virtual por la pandemia) | FILSA virtual                                            |                                                           |
| XXXXI                         | 11 de noviembre- 20 de noviembre de 2022                                      | Chile, Patrimonio Literario y Cultural                   | Chile                                                     |
| XXXXII                        | 10 de noviembre-19 de noviembre de 2023                                       |                                                          | Panamá                                                    |
| XXXXIII                       | 8-18 de noviembre de 2024                                                     | Puente de palabras, mundos y culturas                    | China                                                     |

## Críticas
Después de 20 años de haberse cambiado al Centro Cultural Estación Mapocho, algunos escritores y editores todavía echaban de menos el espíritu original de la feria, cuando funcionaba en el parque Forestal. Así, Pablo Huneeus decía en 2010 que la principal contribución de la Feria era llevar el libro a la calle: «Escribir en Chile para los chilenos. Es lo que hacían los impresionistas, pintar no en la Academia, sino en el lugar de los hechos. Es otro el resultado, más real y cercano al corazón [...] En recinto cerrado, donde cobran por entrar, la Feria se guateó. Me quedo con la del Jumbo: gratis, más barata y mayor variedad de libros nacionales». Ramón Díaz Eterovic comentaba al respecto: «La Feria parecía pensada a escala humana y era un punto de encuentros muy animados para los que entonces éramos escritores jóvenes. Todavía no se convertía en una especie de vagón del metro en el que hay que abrirse paso a codazos».
Una de las críticas recurrentes a la FILSA ha sido el precio de las entradas y la limitación en las invitaciones a las presentaciones de libros, que, además, en 2014 dejaron de permitir la entrada gratis y solo daba derecho a una rebajada. Para 2016, luego de una reunión entre la Cámara Chilena del Libro y el Consejo Nacional de la Cultura y las Artes, se acordó el ingreso gratuito (con invitación) a todas las actividades culturales específicas de la Feria (es decir, presentaciones de libros, mesas, etc); además, como se pedía, por primera vez se creó un abono para ingresar todos los 17 días por un precio único (5000 pesos, económico si se tiene en cuenta que una entrada general valía 2000) y se mantuvieron los días especiales con entrada gratis para mujeres (miércoles); adultos mayores (lunes); estudiantes (jueves) y profesores (viernes).
En 2018 se vivió una nueva etapa del conflicto que han tenido la Cámara del Libro y la Corporación del Libro que llevó a esta última a anunciar su no participación en XXXVIII edición de la FILSA, por desacuerdo con la organización del evento, la que está a cargo de la primera. La decisión, a la que se ha plegado la Asociación de Editores de Chile (AECh), se tomó después de unas fracasadas conversaciones realizadas en julio. Arturo Infante, presidente de la Corporación, señaló que ello se debió a que los representantes de la Cámara mostraron «una posición absolutamente cerrada a cualquier cambio», por lo cual tenían «una visión muy crítica de la feria», entre otras cosas, no estaban de acuerdo con «el tema de acceso ni el sesgo comercial». Infante manifestó que la Corporación es partidaria del modelo argentino, es decir, que el evento sea organizado por una fundación que integren todos los gremios del sector; además, cree que la Filsa se ha quedado atrás y hoy es superada por las de Lima y Bogotá. Por todo ello, dijo estar evaluando la celebración de una feria propia.